# Bless This House
Bless This House est une sitcom américaine en seize épisodes de 22 minutes créée par Bruce Helford et diffusée entre le 11 septembre 1995 et le 17 janvier 1996 sur CBS.
Cette série est inédite dans tous les pays francophones.

## Distribution

### Acteurs principaux
- Andrew Dice Clay (en) : Burt Clayton
- Cathy Moriarty : Alice Clayton
- Sam Gifaldi (de) : Sean
- Raegan Kotz : Danny
- Molly Price : Phyllis
- Don Stark : Lenny

### Acteurs récurrents
- Patricia Healy (en) : Vicki Shetski
- Wren T. Brown (en) : Cuba
- Kimberly Cullum (en) : Jane

### Invités
- Derek Barton : Sammy
- Brad Dourif : Jimmy
- Kathleen Freeman : la mère de Jimmy
- Terri Garber : Mme Rasmussen
- Randy Graff : Marion
- Mimi Kennedy : Mme Elkins
- Jeffrey King : M. Rasmussen
- Bruce Kirby : Bill
- Michael Manasseri : Todd
- Rosie O'Donnell : Peg
- Michael Rispoli
- Elaine Stritch : Sheila
- Jay Thomas : Ted
- Lorraine Toussaint : Lorraine
- Burt Young : M. Riveto
- Jane Carr : Margo
- Howie Mandel : Stuart Wyler
- Cody McMains : le chasseur
- Bibi Osterwald : Mme Patterson
- Charlayne Woodard : Charlene

## Production

### Fiche technique
- Titre : Bless This House
- Création : Bruce Helford
- Réalisation : Barnet Kellman, Pamela Fryman et Shelley Jensen
- Scénario : Bruce Helford, Diane Burroughs, Joey Gutierrez, Matt Ember, Bill Masters, Susan Cridland Wick, Jeff Lowell, Jane Milmore, Billy Van Zandt, Lona Williams, Janice Jordan, Bruce Rasmussen
- Direction artistique : Bill Brzeski
- Photographie :
- Montage : Marc Lamphear
- Musique :
- Casting :
- Production : Frank Pace, Diane Burroughs, Joey Gutierrez, Bill Masters et Susan Cridland Wick
  - Production exécutive : Jane Milmore et Billy Van Zandt
  - Production consultante : Sam Simon
- Société de production : Mohawk Productions et Warner Bros. Television
- Société de distribution : CBS
- Pays d'origine :  États-Unis
- Langue originale : anglais
- Format : couleur - 1,78:1 - son Dolby Digital
- Genre : Sitcom
- Durée : 22 minutes

 Sauf indication contraire, les informations mentionnées dans cette section peuvent être confirmées par la base de données cinématographiques IMDb,  présente dans la section « Liens externes ».

## Épisodes
1. Pilot
2. A Woman's Work Is Never Done
3. Company Loves Misery
4. A Date Which Will Live in Infamy
5. I Am Not My Sister's Keeper
6. Where There's Smoke, You're Fired
7. The Road to Hell Is Paved with Good Intentions
8. A Fight a Day Keeps the Doctor Away
9. Fish and Guests Stink After Three Days
10. The Postman Always Moves Twice
11. Neither a Borrower Nor a Landlord Be
12. If It Ain't Broke, Break It
13. Misery on 34th Street
14. The Bowling Method
15. One Man's Ceiling Is Another Man's Stereo
16. Natural Born Parents